# کارکس لانگبراچیاتا
کارکس لانگبراچیاتا (نام علمی: Carex longebrachiata) نام یک گونه از سرده جگن است.